# 26 juli-rörelsen

26 juli-rörelsens flagga

26 juli-rörelsen var en revolutionär rörelse på Kuba under 1950-talet organiserad av Fidel Castro. Rörelsen störtade den sittande presidenten Fulgencio Batista den 1 januari 1959.
Namnet kommer från en attack mot Moncada-kasernen i Santiago de Cuba som utfördes, av den då namnlösa rörelsen, på den 26 juli 1953. Bland medlemmarna i rörelsen fanns förutom Fidel Castro även bland andra, Raúl Castro, och Camilo Cienfuegos.
Varken 26 juli-rörelsen eller Fidel Castro var från början socialistisk, utan var en utbrytning ur det liberala ”Ortodoxa partiet”. Den marxist-leninistiska politiken blev förhärskande först omkring 1959.